# Coleonyx brevis
Coleonyx brevis är en ödleart som beskrevs av  Leonhard Hess Stejneger 1893. Coleonyx brevis ingår i släktet Coleonyx och familjen geckoödlor. IUCN kategoriserar arten globalt som livskraftig. Inga underarter finns listade i Catalogue of Life.